# Asylrecht (Deutschland)

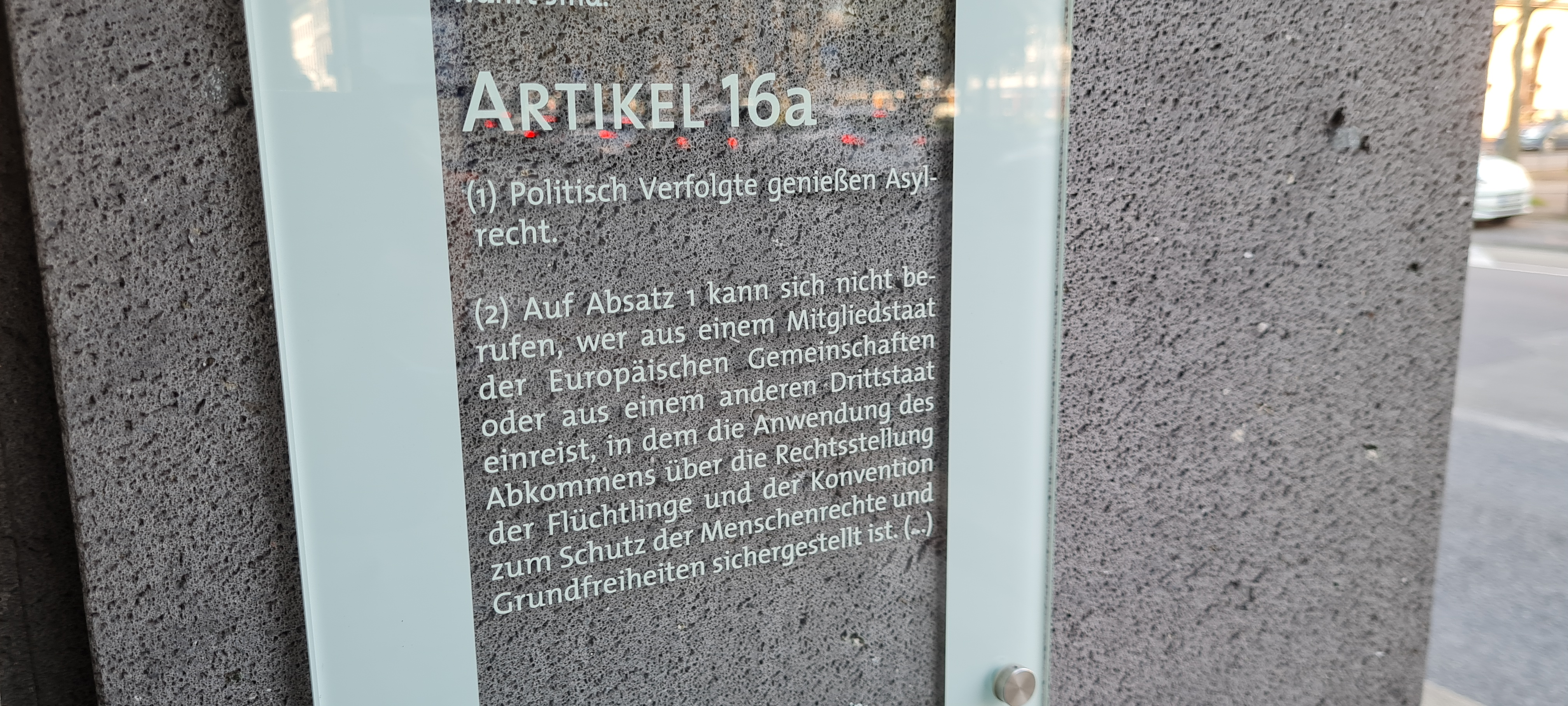
Text des Grundrechts auf Asyl in Artikel 16 a Grundgesetz

Das Asylrecht für politisch Verfolgte ist in Deutschland ein in Artikel 16a des Grundgesetzes der Bundesrepublik Deutschland verankertes Grundrecht.
In einem weitergehenden Sinne wird unter dem Asylrecht auch die Anerkennung als Flüchtling nach der Genfer Flüchtlingskonvention und die Feststellung von zielstaatsbezogenen Abschiebungsverboten für subsidiär Schutzberechtigte verstanden, die im Regelfall ebenfalls im Asylverfahren und ohne besonderen weiteren Antrag vom Bundesamt für Migration und Flüchtlinge mitgeprüft wird. Die Erfolgsquoten der gestellten Asylanträge in Hinblick auf diese Schutzformen unterliegen größeren Schwankungen.
Das zunächst vorbehaltlos gewährte Asylrecht wurde 1993 (Grundgesetzänderung) und 2015 in wesentlichen Punkten überarbeitet und eingeschränkt. Es wird zudem durch die Asylpolitik der Europäischen Union beeinflusst.

## Geschichte
Die Entwicklung zum heutigen Asylrecht hat sich über verschiedene Teilaspekte rechtlicher Beziehung vollzogen, welche sowohl das Völkerrecht wie auch nationales Recht betreffen. Hierunter fallen beispielsweise das Recht auszuwandern, das Recht eines Staates gegenüber einem anderen Staat, dessen Bürger Asyl zu gewähren, völkerrechtliche Zurückweisungsverbote, nationale Pflichten bis hin zu einem subjektiven Recht des Einzelnen auf Asyl.

### Asyl vor der Gründung des Deutschen Reiches
Das Ius emigrandi (lateinisch Recht auszuwandern) ist bereits im Artikel 24 des Augsburger Religionsfriedens von 1555 festgelegt und gewährte allen Untertanen das Recht, aus religiösen Gründen in ein Territorium ihrer Konfession auszuwandern, um dort Asyl aus religiösen Gründen zu erhalten. Die Regelungen wurden in modifizierter Form auch in den Westfälischen Friedensvertrag von 1648 übernommen, der auch ein Bleiberecht für konfessionelle Minderheiten enthielt. Diesem Auswanderungsrecht korrespondierte jedoch weder ein Recht auf Einreise noch eine Pflicht, religiöses Asyl zu gewähren. Allerdings waren Fürsten häufig daran interessiert, gebildete Emigranten der eigenen Konfession aufzunehmen. Ein häufiges Ziel deutscher, religiöser Emigranten waren die Vereinigten Staaten.
Im Deutschland des 19. Jahrhunderts gab es kein verbrieftes Recht auf politisches Asyl. Im Gegenteil, die Fürsten der deutschen Staaten hatten ein großes Interesse daran, geflüchtete Aktivisten gegen die Monarchie, für Demokratie, Meinungs- und Pressefreiheit oder eine republikanische Verfassung aus anderen deutschen Staaten ausgeliefert zu bekommen. So wurde zwischen den Staaten des Deutschen Bundes schon 1834 die Auslieferung politischer Straftäter vereinbart, während eine entsprechende Vereinbarung für gewöhnliche Verbrechen erst 1854 erfolgte. Auch mit anderen Staaten (z. B. Russland) wurden Auslieferungsverträge zu politischen Straftaten noch in den 1880er Jahren abgeschlossen.
In Westeuropa dagegen wurde ein Auslieferungsverbot bei politischen Straftaten bereits im 19. Jahrhundert zum Standard (zuerst Belgien 1833). So suchten einige Aktivisten nach der gescheiterten deutschen Revolution von 1848/1849 Schutz in Ländern Westeuropas, mit Schwerpunkt Schweiz, da die deutschen Staaten diese Personen ab 1834 auslieferten.

### Asylrecht in der Weimarer Republik
Vom Kaiserreich bis in die Weimarer Republik gelang es trotz mehrerer Anläufe nicht, eine reichseinheitliche Asylgesetzgebung zu verabschieden. Die Rechtsstellung von Ausländern insgesamt war nicht klar geregelt. Die örtlichen Polizeibehörden konnten aus vielerlei, teils auch nur vage definierten Gründen eine Ausweisung verfügen.  Erst 1929 wurde mit dem Deutschen Auslieferungsgesetz eine klare rechtliche Grundlage hergestellt, die eine Auslieferung bei definierten politischen Umständen von Straftaten untersagte. Gleichzeitig wurde die Entscheidung darüber von den Polizeibehörden auf ordentliche Gerichte übertragen. Allerdings war damit noch kein Anrecht auf Aufnahme in Deutschland und kein Schutz vor anderweitiger Abschiebung verbunden. Einen generellen Schutz politischer Flüchtlinge vor Ausweisung oder Zurückweisung an der Grenze und damit ein positives individuelles Recht auf Asyl brachte dann die preußische Ausländer-Polizeiverordnung von 1932 kurz vor der Machtübernahme der Nationalsozialisten. Die Verordnung führte einen Schutz vor Abschiebung beispielsweise auch für Flüchtlinge ein, die ohne ordnungsgemäße Papiere im Grenzgebiet angetroffen wurden, sowie Härtefallklauseln für minderjährige Flüchtlinge und Familien.

### Asylrecht nach dem Zweiten Weltkrieg

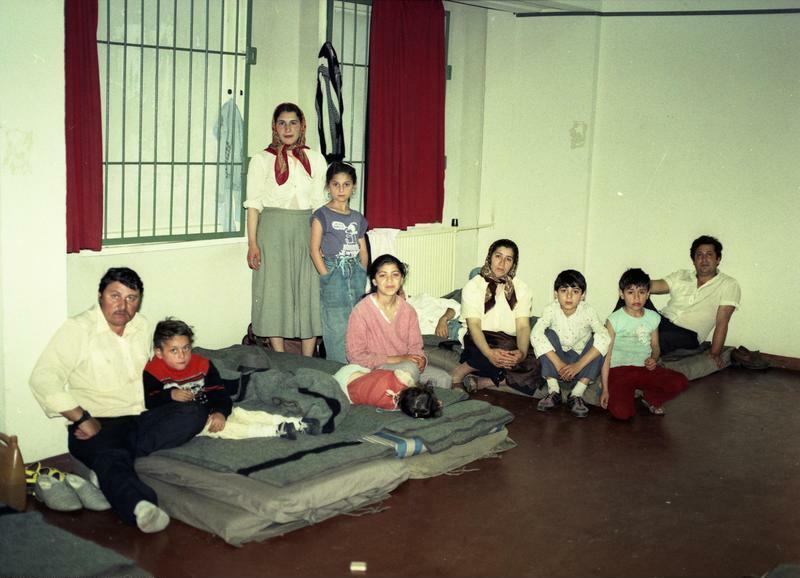
Rumänische Asylbewerber in der DDR in der ehemaligen NVA-Kaserne in Berlin-Kaulsdorf, 1990

Die Flüchtlingsströme aus den faschistischen und kommunistischen Diktaturen vor und während des Zweiten Weltkriegs führten dazu, dass in der Nachkriegszeit ein Recht auf Asyl geschaffen werden sollte, das erstmals 1948 in der Menschenrechtserklärung der Vereinten Nationen festgeschrieben wurde. In Deutschland wurde das politische Asylrecht 1949 im Grundgesetz für die Bundesrepublik Deutschland und in der Verfassung der DDR festgeschrieben.
Im ersten Entwurf des Artikels, der das Asylrecht im Grundgesetz garantiert, sollte dieses nur für Deutsche gelten, die wegen „Eintretens für Freiheit, Demokratie, soziale Gerechtigkeit oder Weltfrieden“ im Ausland verfolgt werden, da der Redaktionsausschuss ein Asylrecht für alle politischen Flüchtlinge der Welt als „zu weitgehend“ ansah, weil es ihm zufolge gegenüber diesen „möglicherweise die Verpflichtung zur Aufnahme, Versorgung usw. in sich schließt“ und daher für die Bundesrepublik nicht finanzierbar sei. Die heutige Formulierung, die das Asylrecht im Grundgesetz allen politischen Flüchtlingen der Welt garantiert, konnte jedoch schließlich von den Rechtswissenschaftlern und Politikern Carlo Schmid (SPD) und Hermann von Mangoldt (CDU) durchgesetzt werden. In der DDR-Verfassung von 1968 wurde das Asylrecht in eine Kann-Bestimmung umgewandelt und war damit kein individuelles Recht mehr, sondern ein Gnadenakt des Staates. 1951 wurde auf einer UNO-Konferenz die Genfer Flüchtlingskonvention verabschiedet, der inzwischen 145 Staaten beigetreten sind.

### Neuregelung des Asylrechts 1993

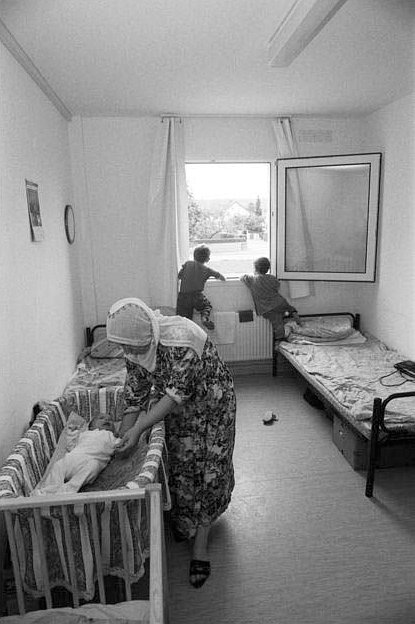
Asylbewerber in einer Unterkunft in Gauting, 1993

Nach einem sprunghaften Anstieg der Asylbewerber in den späten 1980er und frühen 1990er Jahren sowie nach heftiger öffentlicher Debatte im Jahr 1993 wurde das bis dahin vorbehaltlos gewährte Asylgrundrecht aus Art. 16 Abs. 2 Satz 2 GG herausgenommen und nach Art. 16a Abs. 1 GG übertragen. In die vier folgenden Absätze sind die im Asylkompromiss beschlossenen Einschränkungen eingearbeitet worden:
- Ausländer, welche über einen Staat der Europäischen Union oder einen sonstigen sicheren Drittstaat einreisen, können sich nicht auf das Asylrecht berufen (Art. 16a Abs. 2 GG).
- Bei bestimmten Herkunftsstaaten (sog. sichere Herkunftsstaaten) kann vermutet werden, dass dort keine politische Verfolgung stattfindet, solange der Asylbewerber diese Vermutung nicht entkräftet (Art. 16a Abs. 3 GG).
- Der Rechtsschutz wurde eingeschränkt (Art. 16a Abs. 4 GG).

Letztlich kann das deutsche Asylgrundrecht dadurch eingeschränkt oder ausgeschlossen werden, dass ein anderer Staat im Rahmen europäischer Zuständigkeitsvereinbarungen für die Schutzgewähr des Asylbewerbers zuständig ist und der Asylbewerber, ohne dass sein Asylantrag in der Sache geprüft wird, dorthin verwiesen wird.
Die Asylberechtigung nach Art. 16a GG wird entsprechend selten anerkannt. Der Anteil der Anerkennungen nach Art. 16a GG lag zwischen 2009 und Mitte 2018 in jedem Jahr unter 2 %, während zwischen 13,3 und 48,5 % als Flüchtling nach der Genfer Konvention (§ 3 Abs. 1 Asylgesetz) anerkannt wurden.

### Reformbestrebungen ab 2015
Die Bundesregierung befasste sich 2015 mit der gesetzlichen Umsetzung der Richtlinien 2013/32/EU und 2013/33/EU. Die Koalition einigte sich diesbezüglich im September 2015 auf einen überarbeiteten Gesetzentwurf. Die darin vorgesehenen Regelungen zur Verschärfung der Asylregeln und zur Einstufung weiterer Balkanstaaten als sichere Herkunftsstaaten sollten am 1. November 2015 in Kraft treten.
Am 1. November 2015 trat das Gesetz zur Verbesserung der Unterbringung, Versorgung und Betreuung ausländischer Kinder und Jugendlicher in Kraft, das unter anderem die Verteilung minderjähriger Flüchtlinge regelt.
EU-Mitgliedstaaten sind verpflichtet, europäische Richtlinien innerhalb gesetzter Fristen in innerstaatliches Recht umzusetzen. Im September 2015 leitete die EU-Kommission gegen 19 Mitgliedstaaten insgesamt 40 EU-Vertragsverletzungsverfahren wegen Verstoßes gegen gemeinsame Asylstandards ein. Gegen Deutschland sind zwei Vertragsverletzungsverfahren wegen fehlender Umsetzung von Richtlinien zur Ausgestaltung der Asylverfahren und der Aufnahmebedingungen anhängig (Stand: September 2015). Die EU-Kommission hatte in diesem Zusammenhang folgende Vorverfahren in Gang gesetzt:
- Im August 2015 hatte sie bemängelt, dass Deutschland in den ersten sieben Monaten des Jahres 2015 zwar 218.000 Asylanträge entgegengenommen, aber nur 156.000 neue Datensätze in das zentrale Erfassungssystem der EU eingestellt habe.[21]
- Im September 2015 hatte sie die Bundesregierung aufgefordert, dazu Stellung zu nehmen, dass 2014 unter den 128.000 Personen ohne Aufenthaltsberechtigung in Deutschland nur 34.000 zur Ausreise aufgefordert worden seien.[21]

#### Neubestimmung des Bleiberechts und der Aufenthaltsbeendigung
Das Gesetz zur Neubestimmung des Bleiberechts und der Aufenthaltsbeendigung vom 27. Juli 2015 trat am 1. August 2015 in Kraft, mit Ausnahme der Ausweisungsvorschriften, welche zum 1. Januar 2016 in Kraft traten. Dieses Änderungsgesetz führt unter anderem Bleibemöglichkeiten für gut integrierte Jugendliche und Heranwachsende (§ 25a AufenthG) und für Langzeitgeduldete (§ 25b AufenthG) ein, sieht eine einjährige Duldungsmöglichkeit während der Ausbildung vor (§ 60a AufenthG) und gewährt subsidiär Schutzberechtigten ein Recht auf Familiennachzug (§ 29 AufenthG). Andererseits ermöglicht es schnellere Abschiebungen: Es verschärft die Voraussetzungen für die Erteilung einer Aufenthaltserlaubnis (§ 5 AufenthG), führt erstmals einen Ausreisegewahrsam ein (§ 62b AufenthG), weitet die Abschiebehaft aus (§ 2 Abs. 14 AufenthG), gestattet die Haft zum Zweck der Abschiebung nach Dublin III (§ 2 Abs. 15 AufenthG), bestimmt Einreise- und Aufenthaltsverbote für abgelehnte Asylbewerber aus sicheren Herkunftsstaaten (§ 11 Abs. 7 AufenthG) und gestattet es, Datenträger von Ausländern zum Zweck der Identitätsfeststellung auszulesen (§ 48 Abs. 3 AufenthG).
Mit Inkrafttreten des Integrationsgesetzes am 6. August 2016 wurde die Ausbildungsduldung auf die „3+2-Regel“ erweitert, eine Duldung für die Dauer der Ausbildung und für eventuell zwei anschließende Jahre.

#### Änderungen im Asylrecht 2015 (Asylpaket I)
Angesichts der Flüchtlingskrise beschloss das Bundeskabinett am 29. September 2015 ein Gesetzespaket mit wesentlichen Änderungen im Asylrecht. Diese Änderungen betreffen:
- die Finanzverteilung zwischen Bund und Ländern
- die Art der Leistungen (in den Erstaufnahmeeinrichtungen werden Bargeldzahlungen weitgehend durch Sachleistungen ersetzt)
- die Praxis von Abschiebungen
- die Verteilung von Flüchtlingen
- die Regelungen zu Unterkünften (Flüchtlinge aus Westbalkanstaaten sollen künftig bis zu sechs Monate in Erstaufnahmezentren bleiben, das Bauplanungsrecht wird temporär gelockert, Bund und Länder schaffen 150.000 Erstaufnahmeplätze)
- Verringerung des Verwaltungsaufwands für die Gesundheitsbehandlungen von Flüchtlingen
- Maßnahmen zur Integration (Integrationskurse) und ein schnellerer Zugang zum (Leih-)Arbeitsmarkt
- die Einstufung von Albanien, Kosovo und Montenegro als weitere sichere Herkunftsstaaten.

Die Änderungen im Asylrecht sind überwiegend durch das Asylverfahrensbeschleunigungsgesetz am 24. Oktober 2015 in Kraft getreten.
Zudem gab es nach Informationen der FAZ Pläne, die gesetzlichen Grundlagen dafür zu schaffen, durch Einrichtung von Transitzonen das Flughafenverfahren auch an den deutschen Außengrenzen anzuwenden.

#### Änderungen im Asylrecht 2016 (Asylpaket II)
Seit 2015 stand ein Asylpaket II zur Diskussion, das ursprünglich am 1. Januar 2016 in Kraft treten sollte, sich aber verzögerte.
SPD-Fraktionschef Thomas Oppermann erklärte Anfang Januar 2016 nach einer Klausurtagung der Bundestagsabgeordneten, dass die Streitpunkte zum Asylpaket II inzwischen grundsätzlich geklärt seien, und forderte ein weiteres Maßnahmenpaket zur Integration. Nachdem seitens der Regierungskoalition für Ende 2015/Anfang 2016 das Inkrafttreten des Asylpakets II entsprechend der EU-Aufnahmerichtlinie 2013/33 geplant war, traten nur die Rechtsänderungen des Datenaustauschverbesserungsgesetzes überwiegend am 5. Februar 2016 in Kraft.
Am 3. Februar 2016 beschloss das Bundeskabinett, unter anderem folgende Maßnahmen im Rahmen des Asylpakets II auf den Weg zu bringen:
- Bundesweit entstehen 5 besondere Aufnahmezentren, wo Gruppen von Asylbewerbern mit geringer Erfolgsaussicht Schnellverfahren durchlaufen sollen. Hierbei handelt es sich um Asylsuchende, die keine Bereitschaft zur Mitwirkung zeigen, falsche Angaben zu ihrer Identität gemacht oder Dokumente mutwillig vernichtet haben. Ebenfalls umfasst sind Menschen aus Staaten, die als „sicher“ definiert wurden sowie Flüchtlinge mit Wiedereinreisesperren oder Folgeanträgen. In solchen Zentren sind diese Menschen in ihrer Freizügigkeit eingeschränkt, denn sie dürfen den Bezirk der für sie zuständigen Ausländerbehörde nicht verlassen. Verlassen sie den Bezirk trotzdem, werden ihnen Leistungen gestrichen und das Asylverfahren ruht.
- Der Nachzug von Familienangehörigen von Flüchtlingen, die nur über subsidiären Schutz verfügen, wird für zwei Jahre ausgesetzt. Eine Ausnahme gilt jedoch für Flüchtlingsangehörige, die noch in Flüchtlingscamps in der Türkei, Jordanien und dem Libanon sind. Diese sollen vorrangig mit Kontingenten nach Deutschland geholt werden, wobei solche Kontingente aber auf Ebene der Europäischen Union vereinbart werden müssen.
- Marokko, Algerien und Tunesien werden als „sichere Herkunftsstaaten“ eingestuft, um Asylbewerber von dort schneller wieder in ihre Heimat zurückzuschicken.
- Einen vorerst gesicherten Aufenthaltsstatus bekommen Asylbewerber, die eine Ausbildung machen. Er garantiert, dass sie die Ausbildung abschließen und danach zwei Jahre arbeiten können.
- Flüchtlinge müssen sich mit 10 Euro pro Monat an den Kosten ihrer Integrationskurse beteiligen.
- Um den Schutz vor sexuellem Missbrauch zu gewährleisten, müssen Beschäftigte in Flüchtlingseinrichtungen ein erweitertes Führungszeugnis vorweisen.
- Die Abschiebung gesundheitlich angeschlagener Flüchtlinge wird erleichtert, da nur besonders schwere Krankheit vor Abschiebung schützen soll. Eine besonders schwere Krankheit muss nach strengeren Attest-Vorgaben als bisher belegt werden. Werden diese Atteste nicht fristgerecht eingereicht, sollen sie nicht mehr berücksichtigt werden.

Am 5. November 2015 hatten sich die Koalitionspartner auf einen Maßnahmenkatalog geeinigt, der insbesondere auch die Einführung eines an das Flughafenverfahren angelehnten beschleunigten, in „besonderen Aufnahmeeinrichtungen“ (BAE) gebündelten Verfahrens „für Asylbewerber aus sicheren Herkunftsländern, mit Wiedereinreisesperren, mit Folgeanträgen oder ohne Mitwirkungsbereitschaft“ umfasste. Die Regeln für dieses Verfahren gingen danach in den Entwurf für ein Gesetz zur Einführung beschleunigter Asylverfahren ein. Durch dieses Gesetz wurde unter anderem § 30a AsylG neu eingeführt, welcher das beschleunigte Verfahren regelt.
Bereits am 5. Februar 2016 kündigten mehrere SPD-Abgeordnete an, dem Gesetzesentwurf ihre Zustimmung zu verweigern. Grund seien die Verschärfungen beim Familiennachzug bei subsidiärem Schutz, die sich, anders als ursprünglich vereinbart, nun auch auf unbegleitete Minderjährige erstrecken sollten. Vizekanzler Gabriel schloss sich dieser Sichtweise an. Vertreter von CDU und CSU hingegen bestanden auf der im Kabinett vereinbarten Regelung. Am 8. Februar übernahm eine Vertreterin des von der SPD geführten Bundesfamilienministeriums (Ministerin: Manuela Schwesig) für ihr Haus die Verantwortung für die Unstimmigkeiten. Die Verschärfung sei zwar zur Kenntnis genommen worden, man habe aber ihre Tragweite falsch eingeschätzt. Innenminister de Maizière (CDU) und Justizminister Maas (SPD) kündigten an, über weitere Schritte zu beraten. Unter den geschätzt insgesamt zwischen 35.000 und 40.000 unbegleiteten Minderjährigen, die im Jahr 2015 nach Deutschland geflohen waren, waren lediglich 105, denen nur subsidiärer Schutz zugestanden wurde. Am 11. Februar einigten sich Koalitionsvertreter darauf, das Gesetz unverändert in den Bundestag einzubringen, in der Praxis aber humanitäre Einzelfallentscheidungen zu ermöglichen.
Am 19. Februar fand im Deutschen Bundestag die erste Lesung der Entwürfe eines Gesetzes zur Einführung beschleunigter Asylverfahren und eines Gesetzes zur Ausweisung straffälliger Ausländer statt. Am 25. Februar wurde das Asylpaket II im Bundestag verabschiedet (siehe hierzu auch: am 17. März 2016 in Kraft getretene Änderungen des AufenthG und des AsylG). Ausgeklammert ist die Einstufung der neuen sicheren Herkunftsstaaten, da die Länder dem zustimmen müssten. Für das verbliebene Paket ist eine Zustimmung des Bundesrates nicht erforderlich.
Streitpunkt zum Asylpaket II war zuletzt insbesondere, ob die vorgesehene Aussetzung des Familiennachzugs für unbegleitete minderjährige Flüchtlinge sich auch auf syrische Bürgerkriegsflüchtlinge erstrecken soll. Ende Februar erklärte die Partei Die Grünen, sie werde von den Vereinten Nationen prüfen lassen, ob dies gegen Kinderrechte verstößt. Die im Asylpaket II vorgesehene Einschränkung des Familiennachzugs gilt für subsidiär Schutzberechtigte, nicht aber für diejenigen, die den (stärkeren) Flüchtlingsstatus nach der Genfer Konvention erhalten. Bis 2014, als für Syrer noch das ausführliche Anhörungsverfahren galt, erhielten noch ungefähr 13 % der Syrer lediglich den subsidiären Schutzstatus. Da das BAMF im Jahr 2015 bei seinen positiven Bescheiden fast zu 99 % den Flüchtlingsstatus nach der Genfer Konvention gewährte, nicht nur den subsidiären Schutz, und das BAMF den Medien gegenüber versicherte, dass es keine ministerielle oder politische Anweisung gebe, ab sofort tendenziell in Richtung schlechterer Schutz-Status zu entscheiden, zogen Medien im Februar 2016 den Schluss, dass das Asylpaket II für die Großzahl der Flüchtlinge faktisch keinerlei Auswirkung auf den Familiennachzug haben werde. Nachdem das Asylpaket II in Kraft trat, erhielten Syrer allerdings zunehmend nur noch den subsidiären Schutzstatus, und ab Januar 2017 wurde die Mehrheit der Asylanträge von Syrern mit subsidiärem Schutz entschieden.
Die Aussetzung des Familiennachzugs für subsidiär Schutzberechtigte hielt der Kinderschutzbund für verfassungswidrig und bat den Bundespräsidenten, das Gesetz nicht zu unterschreiben. Es wurde am 11. März 2016 ohne eine begleitende Veröffentlichung einer verfassungsrechtlichen Bewertung des Bundespräsidenten ausgefertigt und am 16. März 2016 im Bundesgesetzblatt verkündet. Vor dem Bundesverfassungsgericht scheiterte im Oktober 2017 ein Eilantrag auf Familiennachzug eines subsidiär Schutzberechtigten. Nach dem Urteil des Bundesverwaltungsgerichts vom 8. Dezember 2022 ist die Regelung sowie die spätere Verlängerung der Aussetzung des Familiennachzugs verfassungskonform.
Als Teil des Asylpakets II sollten sich Flüchtlinge mit 10 Euro pro Monat an den Kosten ihrer Integrationskurse beteiligen. Hintergrund dieser Maßnahme waren Vorstöße von Vertretern des Kabinetts Merkel III wie etwa Finanzminister Wolfgang Schäuble (CDU), wonach Flüchtlinge sich an den Kosten von Integrationsleistungen des Sozialstaats beteiligen sollten. Der eigene Leistungsbetrag von 10 Euro pro Monat wurde jedoch nicht umgesetzt, sondern durch eine 10-Euro-Kürzung bei den Regelsätzen im Asylbewerberleistungsgesetz realisiert. Der ursprüngliche Vorschlag mit dem monatlichen Eigenbetrag von 10 Euro war aber auf Widerstände gestoßen, da er ausgerechnet die integrationswilligen Asylbewerber belastet hätte. Von Seiten der Flüchtlingshilfe wird kritisiert, dass die Kürzung der Barbeträge nach § 3 Abs. 1 Asylbewerberleistungsgesetz nicht klar als Kürzung kommuniziert worden ist. Der Gesetzgeber habe die Streichung bestimmter Positionen des soziokulturellen Existenzminimums als „nicht bedarfsrelevant“ wegen „mangelnder Aufenthaltsverfestigung“ vorgenommen, so dass als Ergebnis in Regelbedarfsstufe 1 für Grundsicherungsleistungen nach dem Asylbewerberleistungsgesetz eine Kürzungssumme von exakt 10 Euro herausgekommen sei. Dies sei insofern interessant, als „genau dieser Betrag lange Zeit als Eigenbeitrag zum Integrationskurs im Gespräch war. Nachdem man jedoch festgestellt hatte, dass im Regelbedarf lediglich gut 1,50 Euro für entsprechende Kursgebühren vorgesehen ist, kam man auf die Idee, das Ziel durch eine allgemeine Leistungskürzung für alle (unabhängig davon, ob sie einen Integrationskurs besuchen oder nicht) in Höhe des angestrebten Betrages von 10 Euro zu erreichen. In den Medien wird nach wie vor von einem ‚Eigenbeitrag‘ geredet, der in Wahrheit jedoch eine pauschale Leistungskürzung für alle ist.“ Ebenfalls von Seiten der Flüchtlingshilfe wird kritisiert, dass der Vorschlag den Barbetrag nach § 3 Abs. 1 Asylbewerberleistungsgesetz für alle um 10 Euro/Monat zu kürzen unabhängig davon gelte, ob ein solcher Integrationskurs verfügbar sei, ob Anfahrt, Kurs und Lehrmateriale kostenlos seien, und ob man tatsächlich am Kurs teilnehme.

#### Datenaustauschverbesserungsgesetz
Die Regierungskoalition legte am 15. Dezember 2015 den Entwurf eines Gesetzes zur Verbesserung der Registrierung und des Datenaustausches zu aufenthalts- und asylrechtlichen Zwecken (Datenaustauschverbesserungsgesetz) vor. Der Entwurf wurde am 15. Januar 2016 in der durch den Innenausschuss geänderten Fassung verabschiedet. Mit dem Datenaustauschverbesserungsgesetz (BGBl. I S. 130) wurde der rechtliche Rahmen dafür geschaffen, dass ein neues Kerndatensystem auf Basis des Ausländerzentralregisters (AZR) eingeführt werden konnte, das den Behörden von Bund, Länder und Kommunen Zugriff auf die zentral vorgehaltenen Stammdaten einreisender Geflüchteter ermöglicht. Mehrfachidentitäten, wie sie noch im IT-System EASY auftraten, werden so verhindert. An alle Asylbewerber wird ein einheitlicher Ausweis – amtlich „Ankunftsnachweis“ genannt – ausgegeben, in dem wichtige Daten einheitlich erfasst werden. Das Gesetz wurde unabhängig vom Asylpaket II beschlossen und trat am 5. Februar 2016 in Kraft.
Das Datenaustauschverbesserungsgesetz ändert folgende Gesetze:
- Artikel 1: Änderung des AZR-Gesetzes (AZRG)
- Artikel 2: Änderung des Asylgesetzes
- Artikel 3: Änderung des Aufenthaltsgesetzes
- Artikel 4: Änderung des Bundesmeldegesetzes
- Artikel 5: Änderung der AZRG-Durchführungsverordnung
- Artikel 6: Änderung der Zweiten Bundesmeldedurchführungsverordnung

Das Ausländerzentralregister (AZR) wurde 2016 um folgende Inhalte erweitert:
- AKN-Nummer
- Anschrift und Zuständigkeiten
- Asylgesuch, unerlaubte Einreise/Aufenthalt
- Personenbeschreibung
- Eltern-Kind-Beziehung
- Entscheidung zur Verteilung
- Daten zu Beruf und Bildung
- Sprachkenntnisse
- Gesundheitsdaten
- Integrationsdaten

(Siehe auch: Flüchtlingskrise in Deutschland ab 2015 → Digitalisierung des Asylverfahrens)

### Weitere Überlegungen zur Änderung des Asylgrundrechts
Ob diese einfachgesetzlichen Änderungen zur Bewältigung der Flüchtlingskrise ausreichen, ist umstritten. Von einigen Autoren wird in der rechtswissenschaftlichen Literatur eine Neukonzeptionierung des Individualgrundrechts als rein objektiv-rechtliche Gewährleistung gefordert. Politisch Verfolgten würde dann nur noch „nach Maßgabe der Gesetze“ Asyl gewährt. Damit würde dem Asylrecht seine Ausgestaltung als subjektives Grundrecht genommen. Möglich wäre seine Umwandlung in eine institutionelle Garantie oder in eine Staatszielbestimmung. Beide Rechtsinstitute verpflichten staatliche Organe, räumen ihnen aber großen Gestaltungsspielraum ein. Vor allem könnte der (einfache) Gesetzgeber Obergrenzen und Kontingentierungen festsetzen und bei Bedarf flexibel verändern. Verwaltungs- und Gerichtsverfahren könnten weiter vereinfacht und verkürzt, Asylbewerber aus sicheren Herkunftsstaaten ganz vom Asylverfahren ausgeschlossen werden. Eine solche Neukonzeptionierung des Asylrechts wäre aber nur im Wege einer Grundgesetzänderung möglich und bedürfte zugleich einer Änderung europarechtlicher Vorgaben.

## Asyl und Flüchtlingseigenschaft
Das Aufenthaltsgesetz (früher: Ausländergesetz) regelt nur die Flüchtlingseigenschaft. Weder das Aufenthaltsgesetz noch das Asylgesetz definieren dagegen den Begriff des Asyls. Sein Inhalt und seine Grenzen ergeben sich vor allem aus der Rechtsprechung des Bundesverfassungsgerichts zu Art. 16 a GG. Politische Verfolgung i. S. von Art. 16 a Abs. 1 GG liegt hiernach vor, wenn dem Einzelnen durch den Staat oder durch Maßnahmen Dritter, die dem Staat zuzurechnen sind, in Anknüpfung an seine Religion, politische Überzeugung oder an andere, für ihn unverfügbare Merkmale, die sein Anderssein prägen, gezielt Rechtsverletzungen zugefügt werden, die nach ihrer Intensität und Schwere die Menschenwürde verletzen, ihn aus der übergreifenden Friedensordnung der staatlichen Einheit ausgrenzen und in eine ausweglose Lage bringen.
Häufiger wird politisch Verfolgten Schutz nach der Genfer Flüchtlingskonvention (GFK) gewährt. Obwohl die GFK in Deutschland schon seit 24. Dezember 1953 Geltung hat, sah der Gesetzgeber es nicht als erforderlich an, Flüchtlingen einen entsprechenden Flüchtlingsstatus zuzuerkennen. Er verwies Flüchtlinge auf die Asylanerkennung. Erst mit der Qualifikationsrichtlinie der EU und dem hierzu ergangenen Gesetz zur Umsetzung aufenthalts- und asylrechtlicher Richtlinien der Europäischen Union änderte sich dies. Flüchtlingen wird heute die Flüchtlingseigenschaft förmlich zuerkannt (§ 3 Abs. 1 i. V. m. Abs. 4 AsylG), ggf. zusätzlich zur Asylberechtigung. Die Flüchtlingseigenschaft steht dem Status Asylberechtigter nach Art. 16a GG in den aufenthaltsrechtlichen Folgewirkungen (Aufenthaltsrecht, Familiennachzug) inzwischen gleich. Auch im Übrigen (z. B. bezüglich Sozialleistungen, Teilhabe am Arbeitsmarkt, Ausstellung von Reisedokumenten) haben anerkannte Flüchtlinge gegenüber Asylberechtigten keine Nachteile mehr. Wegen des gegenüber dem Asylbegriff deutlich weiteren Flüchtlingsbegriffs siehe 

## Asylverfahren
Das Asylgesetz bestimmt das behördliche Verwaltungsverfahren, das dem Asylbewerber den Status als Asylberechtigter zuerkennt. Zur Durchführung des Asylverfahrens erhält der Asylbewerber eine Aufenthaltsgestattung. Das Asylverfahren endet mit dem Entscheid des Bundesamtes für Migration und Flüchtlinge (BAMF).
Die Dienstanweisungen für das Asylverfahren sind seit 2008 in einen öffentlich zugänglichen Teil und einen als „Nur für den Dienstgebrauch“ (VS-NfD) eingestuften Teil unterteilt. Das Asylverfahren wird zudem durch Herkunftsländer-Leitsätze gesteuert, welche als VS-NfD eingestuft sind. Laut Koalitionsvertrag 2018 sollen die behördlichen und gerichtlichen Verfahren in Ankerzentren gebündelt werden. In solchen Aufnahmeeinrichtungen sollen die Asylbewerber bis zur Feststellung einer positiven Bleibeperspektive oder zur Abschiebung verbleiben.

## Antrag und Pflichten des Asylbewerbers

### Antrag und Antragstellung
Um einen Asylantrag zu stellen, müssen die Flüchtlinge sich persönlich in einer Aufnahmeeinrichtung melden (§ 22 AsylG). Mit Hilfe des Computersystems EASY werden das Herkunftsland, die Anzahl der Personen, das Geschlecht und die Familienverbände der jeweils vorsprechenden Asylbegehrenden bzw. der ohne Visum eingereisten Ausländer erfasst. Dem Flüchtling wird auf dieser Basis mitgeteilt, welche Erstaufnahmeeinrichtung für ihn zuständig ist. Der Flüchtling muss sich dann dorthin begeben und ist verpflichtet, nach der Aufnahme in dieser Aufnahmeeinrichtung unverzüglich oder zu dem von der Aufnahmeeinrichtung genannten Termin bei der zuständigen Außenstelle des Bundesamtes persönlich zu erscheinen, um den Asylantrag zu stellen (§ 23 AsylG).
Asylanträge werden in Deutschland durch das Bundesamt für Migration und Flüchtlinge (BAMF) – vor dem 1. Januar 2005 Bundesamt für die Anerkennung ausländischer Flüchtlinge genannt – bearbeitet.
§ 13 AsylG definiert den Asylantrag wie folgt:
(1) Ein Asylantrag liegt vor, wenn sich dem schriftlich, mündlich oder auf andere Weise geäußerten Willen des Ausländers entnehmen lässt, dass er im Bundesgebiet Schutz vor politischer Verfolgung sucht oder dass er Schutz vor Abschiebung oder einer sonstigen Rückführung in einen Staat begehrt, in dem ihm eine Verfolgung im Sinne des § 3 Absatz 1 oder ein ernsthafter Schaden im Sinne des § 4 Absatz 1 AsylG droht.
(2) Mit jedem Asylantrag wird die Anerkennung als Asylberechtigter sowie internationaler Schutz im Sinne des § 1 Absatz 1 Nummer 2 AsylG beantragt. Der Ausländer kann den Asylantrag auf die Zuerkennung internationalen Schutzes beschränken. Er ist über die Folgen einer Beschränkung des Antrags zu belehren. § 24 Absatz 2 AsylG bleibt unberührt.
(3) Ein Ausländer, der nicht im Besitz der erforderlichen Einreisepapiere ist, hat an der Grenze um Asyl nachzusuchen (§ 18 AsylG). Im Falle der unerlaubten Einreise hat er sich unverzüglich bei einer Aufnahmeeinrichtung zu melden (§ 22 AsylG) oder bei der Ausländerbehörde oder der Polizei um Asyl nachzusuchen (§ 19 AsylG).
§ 14 AsylG regelt die Antragstellung. Nach Antragstellung erhält der Asylbewerber eine Aufenthaltsgestattung (§ 55 Abs. 1 AsylG) zur Durchführung des Asylverfahrens.
§ 16 AsylG zufolge ist die Identität des Asylbewerbers durch erkennungsdienstliche Maßnahmen zu sichern. Ausgenommen von dieser Regelung sind nur Personen unter 14 Jahren (Kinder).
Wer eine Aufenthaltsgestattung erhält, darf in den ersten drei Monaten nicht arbeiten. Danach darf er eine Arbeitserlaubnis beantragen – ob er sie erhält, liegt im Ermessen des Amtes. Allerdings kann eine Person mit Aufenthaltsgestattung oder Duldung nur einen „nachrangigen“ Zugang zum Arbeitsmarkt erhalten.
Bei der (versuchten) Einreise auf dem Luftweg und einer Asylantragstellung vor erfolgter Einreise gelten für das weitere Verfahren teilweise deutlich abweichende Regeln gemäß § 18a AsylG (sog. Flughafenverfahren).
Ein Asylantrag gilt nach § 33 AsylG als zurückgenommen, wenn der Ausländer das Verfahren nicht betreibt. Dies ist beispielsweise dann der Fall, wenn er untertaucht (§ 33 Abs. 2 AsylG). Der Antrag gilt auch als zurückgenommen, wenn er während des Asylverfahrens in seinen Herkunftsstaat ausreist (§ 33 Abs. 3 AsylG); reist hingegen ein anerkannter Flüchtling in seinen Herkunftsstaat aus, wird eine Einzelfallprüfung durchgeführt und kommt ggf. ein Widerruf oder eine Rücknahme gemäß § 73 AsylG in Betracht.

### Bearbeitung und Mitwirkungspflichten
Der Asylantrag wird beim Bundesamt für Migration und Flüchtlinge (BAMF) bearbeitet.
Der Asylbewerber hat Mitwirkungspflichten nach § 15 AsylG. Insbesondere hat er den gesetzlichen und behördlichen Anordnungen, sich bei bestimmten Behörden oder Einrichtungen zu melden oder dort persönlich zu erscheinen, Folge zu leisten. Dazu gehört auch, dass er verpflichtet ist, während des laufenden Asylverfahrens jede Adressänderung dem BAMF mitzuteilen (§ 10 AsylG), auch dann, wenn ihm der Umzug behördlich verordnet wurde.
Die Anhörung vor dem BAMF (§ 25 AsylG) ist der wichtigste Vorgang im Rahmen des behördlichen Asylverfahrens.
Asylsuchende, die an deutschen Flughäfen ankommen, erhalten ggf. im Flughafenverfahren innerhalb von zwei Tagen einen ablehnenden Bescheid, sofern es sich um einen offensichtlich unbegründeten oder unbeachtlichen Antrag handelt.
Im Sommer 2015 lag die durchschnittliche Bearbeitungsdauer pro Antrag nach eigenen Angaben des BAMF bei 5,4 Monaten, Experten schätzten sie jedoch deutlich höher, auf etwa ein Jahr ein. Das liege daran, dass die Statistik „geschönt“ sei, da Flüchtlinge erst vom Moment der Asylantragstellung vom BAMF entsprechend erfasst würden, nicht aber beim Eintreffen im Land, und zwischen diesen Ereignissen Monate liegen könnten. Weiterhin habe das BAMF leicht zu entscheidende Fälle schnell bearbeitet und gleichzeitig eine Bugwelle von rund 254.000 unbearbeiteten Anträgen vor sich hergeschoben. Im Oktober 2023 beschloss die Ministerpräsidentenkonferenz darauf zu zielen, „das Asylverfahren für Angehörige von Staaten, für die die Anerkennungsquote weniger als fünf Prozent beträgt, zügiger als bisher rechtskräftig abzuschließen“ und „das  Asyl- und das anschließende Gerichtsverfahren  jeweils in drei Monaten abzuschließen“.

### Weitere Pflichten
In Deutschland gilt für Asylbewerber und Geduldete die Residenzpflicht. Sie müssen sich demnach für eine vorgegebene Zeitdauer in dem von der zuständigen Behörde festgelegten Bereich aufhalten.
Über das Asylrecht hinaus hat der Asylbewerber, ebenso wie andere Personen, auch allgemeine Pflichten im Rahmen der geltenden Rechtsordnung. Um die Integration von Asylbewerbern zu erleichtern, wird in den Bundesländern Bayern und Rheinland-Pfalz seit Januar 2016 Rechtsbildungsunterricht für Flüchtlinge gehalten, mit Unterricht zum deutschen Rechtssystem und zum Rechtsstaat.

## Unbeachtliche oder offensichtlich unbegründete Anträge

### Unbeachtliche Anträge
§ 29 AsylG legt Bedingungen fest, in denen ein Asylantrag als unbeachtlich gilt, weil der Asylsuchende in einen Drittstaat rückgeführt werden kann, in dem er vor politischer Verfolgung sicher ist.

### Offensichtlich unbegründete Anträge
§ 29a AsylG legt fest, wie mit einem Asylsuchenden aus einem sicheren Herkunftsstaat zu verfahren ist: sein Antrag ist als offensichtlich unbegründet abzulehnen, sofern er nicht nachweist, dass ihm abweichend von der allgemeinen Lage im Herkunftsstaat politische Verfolgung droht.

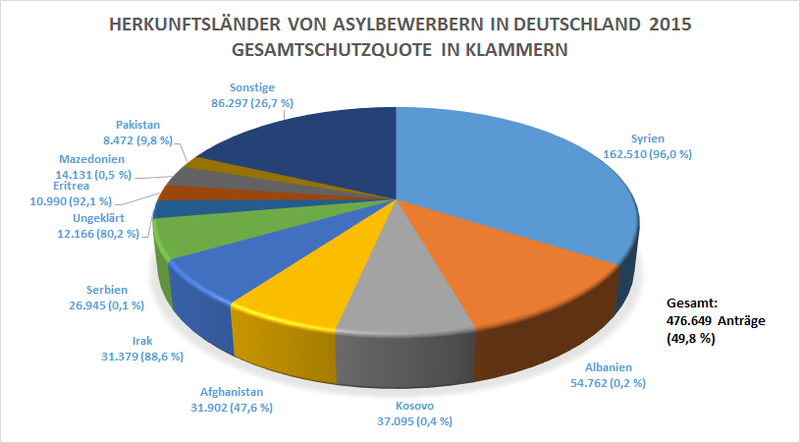
Herkunftsländer der Asylbewerber in Deutschland 2015 (Gesamtschutzquote in Klammern)

Der § 30 AsylG legt weitere Bedingungen fest, unter denen ein Antrag offensichtlich unbegründet ist, und § 36 AsylG regelt für diese Fälle das weitere Verfahren.
Ein als offensichtlich unbegründet abgelehnter Antrag hat, sofern die Ablehnung nach § 30 Abs. 3 Nummer 1 bis 6 AsylG geschah, insofern eine Sperrwirkung, als nach § 10 Abs. 3 Satz 2 AufenthG vor der Ausreise kein Aufenthaltstitel erteilt werden kann. Eine Ausnahme besteht, wenn dem gescheiterten Asylantragsteller ein gebundener Anspruch auf einen Aufenthaltstitel, d. h. ohne Spielraum der Verwaltung, zusteht, wie dies z. B. in den Fällen des Familiennachzugs zu Deutschen gemäß § 28 Abs. 1 AufenthG häufig der Fall ist („ist […] zu erteilen“).
Der deutsche Anwaltverein forderte die ersatzlose Streichung des § 10 Abs. 3 Satz 2 AufenthG, da seine Sperrwirkung zu Kettenduldungen trotz vorhandener Integrationsleistungen führe, europa- und völkerrechtlichen Vorgaben widerspreche und eine nicht gerechtfertigte Schlechterstellung gegenüber ausgewiesenen Ausländern darstelle.

#### Falsche oder unvollständige Angaben
Falsche oder unvollständige Angaben beim Asylantrag können der Regelung des § 30 Abs. 3 Nr. 2 AsylG und resultierender Folgeunrichtigkeiten für den Asylsuchenden bedeutende Folgen haben. Dies betrifft insbesondere unrichtige Identitätsdaten, welche bei weiteren Beurkundungen, etwa bei einer Eheschließung, bei der Geburt eines eigenen Kindes oder bei angestrebter Einbürgerung, die jeweiligen Verfahren erschweren oder sie vor Aufklärung der tatsächlichen Verhältnisse unmöglich machen. Werden die unrichtigen Angaben auch außerhalb der Asylantragstellung vorsätzlich weiter verwendet, kommt eine Strafbarkeit nach § 95 Abs. 2 Nr. 2 AufenthG in Betracht.
Klärt ein Ausländer nach erfolgreichem Asylverfahren nachträglich die Tatsachen, wird der auf falschen oder unvollständigen Angaben beruhende Asylantrag in der Regel auf einen möglichen Widerruf hin durch das Bundesamt für Migration und Flüchtlinge geprüft. Parallel dazu kann die Ausländerbehörde ggf. weitere Entscheidungen treffen und im Rahmen ihres Ermessens ggf. aufenthaltsrechtlich lange zurückliegende, selbst aufenthaltsrechtlich relevante Täuschungen ggf. außer Betracht lassen; die Prüfung kann jedoch auch zu einer Ausweisung führen. In einigen Bundesländern schließen falsche oder unvollständige Angaben eine Berücksichtigung durch die Härtefallkommission aus.
Im Übrigen können falsche oder unvollständige Angaben zu entscheidungsrelevanten Fragen auch gemäß europäischem Sekundärrecht (Artikel 14 der Qualifikationsrichtlinie) zur Aberkennung, Beendigung oder Nichtverlängerung der Flüchtlingseigenschaft führen.
Im Januar 2019 wurde im Rahmen von Beschwerden der Justizminister der Bundesländer gegen den Bund bekannt, dass auch wiederholte falsche Angaben durch Asylantragssteller straffrei bleiben. Eine Änderung der Praxis sei durch das Bundesjustizministerium bisher abgelehnt worden. Allein Dokumentenmissbrauch sei strafbar.

#### Rechtliche Belangbarkeit
Reist der Asylbewerber ohne ein ggf. erforderliches Visum ein, gilt zunächst, dass er hierfür laut dem in Artikel 31 der Genfer Flüchtlingskonvention (GFK) festgelegten Grundsatz nicht bestraft werden darf, sofern er sich umgehend bei den Behörden meldet. Gängiger Rechtsauffassung zufolge gilt zudem: „Ein evident rechtsmissbräuchliches Verhalten liegt […] keinesfalls bereits dann vor, wenn ein Antrag auf Flüchtlingsschutz offensichtlich unbegründet ist, sondern bedarf eines zielgerichteten missbräuchlichen Handelns.“
Falsche oder unvollständige Angaben innerhalb eines Asylverfahrens sind jedoch, auch wenn sie vorsätzlich abgegeben wurden, im Gegensatz zur verbreiteten Darstellung nicht unmittelbar strafbar. Insbesondere gilt während des laufenden Asylerstverfahrens nicht das Aufenthaltsgesetz, so dass eine Strafbarkeit nach § 95 Abs. 1 Nr. 5 und Abs. 2 Nr. 2 AufenthG von vornherein nicht in Betracht kommt. Auch hat der Gesetzgeber bewusst auf eine ähnliche Strafnorm im Asylgesetz verzichtet. Eine Strafbarkeit des Asylbewerbers im Zusammenhang mit der Antragstellung könnte zwar nach § 267 StGB durch Vorlage eines gefälschten oder verfälschten Passes oder nach § 271 StGB durch Bewirken falscher Personalien in Aufenthaltsgestattungen in Betracht kommen. Die bloße Angabe falscher Tatsachen bei der Antragstellung im Asylverfahren erfüllt jedoch für sich genommen keinen Straftatbestand, so dass allenfalls eine Geldbuße wegen einer Ordnungswidrigkeit nach § 111 OWiG in Betracht kommen kann. Erst durch die (Weiter-)Verwendung falscher Angaben in anderen Verfahren, insbes. also nach Abschluss des Asylverfahrens im weiteren ausländerrechtlichen Verfahren bei der Ausländerbehörde, werden in der Regel die bereits oben genannten Straftatbestände des Aufenthaltsgesetzes erfüllt.
In einem Erlass des Innen- und des Justizministeriums von NRW wird die Ansicht geäußert, dass falsche oder unvollständige Angaben oder Vorlage falscher Dokumente im behördlichen Asylverfahren (siehe auch: Identitätsfeststellung im Asylrecht) öffentlichen Interessen entgegenstehe, da sie die Kosten von Gemeinde und Staat erhöhe und tendenziell der Ausländerfeindlichkeit und der Entstehung krimineller Strukturen Vorschub leisten könne. Diese Handlungen sollen im Nachhinein zur Ausweisung nach § 55 AufenthG führen können. Zudem stellt die seit dem 1. November 2007 gültige Version des § 95 AufenthG Abs. 2 Nr. 2 die Verwendung unrichtiger Identitätsdaten mit dem Ziel des Erhalts einer Duldung unter Strafe. So sind falsche oder unvollständige Angaben nach § 95 AufenthG mit Freiheitsstrafen bis zu einem Jahr (§ 95 Abs. 1) oder drei Jahren (§ 95 Abs. 2) belegt. Nach § 84 und § 84a AsylG ist es auch strafbar, jemanden zu falschen Angaben bei der Asylantragstellung zu verleiten.

## Abschluss des Verfahrens und Folgen

### Positiver oder negativer Bescheid
Der Asylbewerber wird gegebenenfalls als Asylberechtigter oder Flüchtling anerkannt oder erhält subsidiären Schutz. Möglicherweise wird auch ein Abschiebungshindernis festgestellt. Andernfalls fordert das Bundesamt den Asylbewerber, sofern er auch keinen Aufenthaltstitel aus anderem Grund wie z. B. Eheschließung besitzt, zur „freiwilligen Ausreise“ auf und droht mit Abschiebung.
Nach einem negativen Bescheid gelten enge zeitliche Fristen für den Asylbewerber, um sich eine Rechtsberatung einzuholen und gegen den Bescheid zu intervenieren. Im Normalfall wird dem Asylbewerber bei einem negativen Bescheid eine Ausreisefrist von 30 Tagen gesetzt, bei unbeachtlichen oder offensichtlich unbegründeten Anträgen währt die Ausreisefrist nur eine Woche. Nach Ablauf der Frist ordnet das BAMF eine Abschiebung an. Diese ist durch die Bundesländer (meist die jeweilige Ausländerbehörde) durchzuführen.
Bei der Ausweisung oder Abschiebung wird nach § 11 Abs. 1 und 2 AufenthG ein befristetes Einreise- und Aufenthaltsverbot  verhängt. Im Falle einer späteren Wiedereinreise werden die Kosten einer durchgeführten Abschiebung in Rechnung gestellt. Nach § 11 Abs. 7 AufenthG kann das BAMF auch abgelehnte Asylbewerber aus sicheren Herkunftsstaaten und Personen, deren zweiter Asylfolgeantrag abgelehnt wurde, mit einem Einreise- und Aufenthaltsverbot belegen, selbst wenn der Asylbewerber freiwillig ausgereist ist.

### Widerruf oder Rücknahme; Niederlassungserlaubnis
Bis zum 1. August 2015 war das Bundesamt gesetzlich verpflichtet, spätestens drei Jahre nachdem eine positive Entscheidung unanfechtbar wurde, zu prüfen, ob die Voraussetzungen für diese Entscheidung weiterhin vorlagen. Auch das Vorliegen von Ausschlussgründen wie schwere, mit mehr als drei Jahren Haft bestrafte Straftaten oder Verbrechen gegen den Frieden, wurde dabei geprüft. Wurde als Ergebnis der Prüfung ein positiver Bescheid aufgehoben, so prüfte die Ausländerbehörde den weiteren Aufenthalt. Unter bestimmten Umständen, etwa wenn jemand in keiner Weise integriert ist oder erhebliche Straftaten begangen hat, kam es vor, dass sie den weiteren Aufenthalt beendete. Wurde der Schutz vom Bundesamt nicht widerrufen, erhielt der Flüchtling von der Ausländerbehörde eine unbefristete Niederlassungserlaubnis. In der Praxis hat das Bundesamt in rund 95 Prozent der Fälle den Schutzstatus der Flüchtlinge nicht widerrufen.
Durch das Gesetz zur Neubestimmung des Bleiberechts und der Aufenthaltsbeendigung, das zum 1. August 2015 in Kraft trat, konnte die Ausländerbehörde nun nach drei Jahren die Niederlassungserlaubnis erteilen, wenn nicht das Bundesamt im Ausnahmefall mitteilt, dass die Voraussetzungen für einen Widerruf des Schutzstatus (wenn beispielsweise die Verfolgungsgefahr nur vorgetäuscht war) oder seine Rücknahme (wenn sich beispielsweise die politischen Lage im Herkunftsland ändert) vorliegen. Der Aufwand für Einzelfallprüfungen, die das Bundesamt durchführen muss, sollte sich damit deutlich verringern.
Die am 3. Dezember 2015 von der Innenministerkonferenz in Koblenz beschlossene ausführliche Einzelfallprüfung des Asylantrages mit persönlicher Anhörung trat für Asylbewerber aus Syrien, dem Irak, Afghanistan und Eritrea aus Sicherheitsgründen wieder ab 1. Januar 2016 in Kraft.
Durch das Integrationsgesetz wurden 2016 die gesetzlichen Regelungen zur Niederlassungserlaubnis dahingehend verschärft, dass einem Flüchtling nun grundsätzlich erst nach fünf Jahren eine Niederlassungserlaubnis erteilt wird, und dies auch nur dann, wenn er bestimmte Integrationsleistungen erfüllt. Bei herausragender Integration – was u. a. voraussetzt, dass er die deutsche Sprache beherrscht und sein Lebensunterhalt weit überwiegend gesichert ist – kann er die Niederlassungserlaubnis bereits nach drei Jahren erhalten (§ 26 AufenthG).

## Entwicklung der Asylbewerberzahlen und Erfolgsquoten

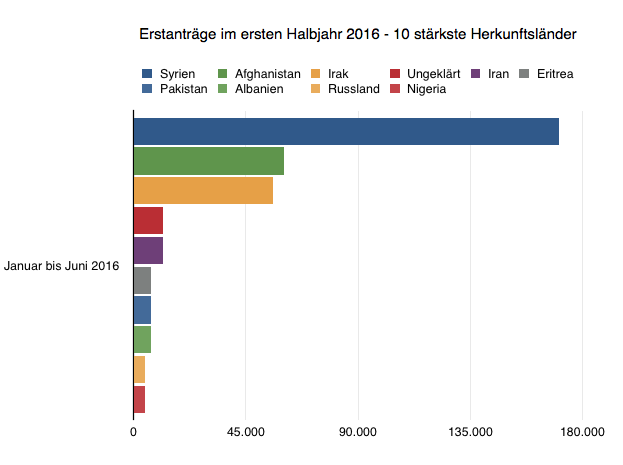
Erstanträge im ersten Halbjahr 2016 - 10 stärkste Herkunftsländer

### Entwicklung der Asylbewerberzahlen
In der Bundesrepublik war die jährliche Zahl der Asylbewerber in den ersten Jahrzehnten nach dem Zweiten Weltkrieg vergleichsweise klein. Bis 1976 waren es maximal 16.410 pro Jahr.
1980 erreichte die Zahl mit 107.818 ein Hoch, fiel dann wieder ab und stieg Mitte der 1980er wieder auf fast Hunderttausend an. Zu diesem Zeitpunkt erreichten die meisten Flüchtlinge die Bundesrepublik über dem Wege der DDR – dieser Asylstreit zwischen der BRD und der DDR, der als eine Instrumentalisierung der Flüchtlingsströme durch die DDR interpretiert worden ist, wurde erst 1986 beigelegt, als im November der Einreise von Flüchtlingen über die DDR ein Ende gesetzt wurde.
Schon 1988 stieg die Zahl wieder über Hunderttausend, bis im Jahr 1992 mit über 438.191 Asylanträgen ein vorläufiger Höhepunkt der Antragszahlen in Deutschland erreicht wurde – einer Zahl, die erst 2015 überschritten wurde. Damals kamen die meisten Antragsteller aus dem ehemaligen Jugoslawien. Ab 1993 (dem Jahr des Asylkompromisses) fand aber ein kontinuierlicher Rückgang statt. 2005 wurden 29.000 Asylanträge gestellt. Bis zum Jahr 2007 blieb die Zahl der Erstanträge rückläufig. So sank die Zahl der Anträge auf 19.164 und somit auf den niedrigsten Stand seit 1977.
Seit dem Jahr 2008 steigt die Anzahl der Anträge allerdings wieder an. 2014 wurde der höchste Stand seit 1993 erreicht. Grund für den Anstieg war unter anderem der Anstieg von Asylbewerbern aus Serbien und Mazedonien als Folge der Abschaffung der Visumpflicht für beide Staaten im Dezember 2009. Im ersten Halbjahr 2013 stieg die Zahl der Erstanträge auf Asyl gegenüber dem gleichen Zeitraum im Vorjahr um 90 Prozent, Hauptherkunftsländer der Antragsteller 2013 waren Russland, gefolgt von Syrien und Afghanistan.
Hauptherkunftsland der Antragsteller 2014 war Syrien, gefolgt von Eritrea und Serbien.
Das BAMF rechnete nach Erfahrungen des ersten Halbjahres 2015 zunächst mit etwa 450.000 Asylbewerbern, im August 2015 korrigierte das Bundesministerium des Innern die Zahl auf bis zu 800.000 Asylbewerber. Im ersten Halbjahr 2016 wurden 387.675 Erstanträge vom Bundesamt für Migration und Flüchtlinge entgegengenommen. Die drei häufigsten Herkunftsländer waren mit 170.581 Erstanträgen Syrien, gefolgt von Afghanistan mit 60.398 Erstanträgen und Irak mit 56.110 Erstanträgen. Für 2016 gab das Bundesamt für Migration und Flüchtlinge bekannt, dass insgesamt 745.545 Anträge entgegengenommen wurden.
2017 wurden 222.683 Asylanträge gestellt, 2018 waren es 185.853, 2019 165.938.

### Erfolg der Asylanträge
Im Jahr 2014 wurden in Deutschland 202.834 Asylanträge gestellt. Es wurden 128.911 Entscheidungen getroffen. 1,8 % der Anträge führten zu einer Anerkennung nach Artikel 16a GG als Asylberechtigte. Weitere 24,1 % wurden als Flüchtlinge nach § 3 Abs. 1 AsylG anerkannt, weitere 4 % erhielten subsidiären Schutz nach § 4 Abs. 1, bei weiteren 1,6 % wurde ein Abschiebungsverbot festgestellt. Im weitesten Sinne „erfolgreich“ endeten somit 31,5 % der Asylanträge (sog. „Gesamtschutzquote“). 33,4 % der Anträge wurden nach Sachprüfung abgelehnt.
Abzüglich der formellen Erledigungen, ergibt sich nach Berechnungen von Hilfsorganisationen eine bereinigte Gesamtschutzquote von 48,5 %. Werden erfolgreiche Klagen gegen Behördenentscheidungen mit einbezogen, wurden demnach mehr als die Hälfte der Antragsteller 2014 als schutzberechtigt anerkannt.
2015 wurden 61 % aller Asylanträge vom BAMF positiv beschieden. Im Jahr 2024 lag die Gesamtschutzquote bei 44,4 %, von noch 51,7 % im vorherigen Jahr. Die Gesamtschutzquote umfasst sowohl die Anerkennung als Flüchtling, das Asyl nach Art. 16a GG, Subsidiärern Schutz sowie Duldungen (Aufenthaltsrecht).

## Botschaftsasyl
Ein Antrag auf Asyl in Deutschland kann nur persönlich in einer Behörde in Deutschland oder bei der deutschen Grenzbehörde gestellt werden. In einer deutschen Botschaft kann kein Asylantrag gestellt werden. Nichtsdestoweniger kann ein deutscher Botschafter einem Gast zeitweise Schutz bieten (diplomatisches Asyl).
Im Gegensatz zum deutschen Asylrecht erlaubte es das schweizerische Asylrecht lange Zeit, Asylgesuche bei den Schweizer Auslandsvertretungen einzureichen; seit dem 29. September 2012 ist dies nicht mehr möglich, stattdessen wird ein Visum aus humanitären Gründen gewährt, wenn im Einzelfall offensichtlich davon auszugehen ist, dass der Antragsteller unmittelbar, ernsthaft und konkret an Leib und Leben gefährdet ist. Der Antrag ist in einer Schweizer Botschaft des eigenen Herkunftslandes zu stellen: befindet sich die Person bereits in einem Drittstaat, wird in der Regel davon ausgegangen, dass keine Gefährdung mehr besteht.
Für Kanada ist es möglich, von außerhalb Kanadas um Aufnahme als Kontingentflüchtling oder Asylsuchender zu ersuchen, wenn bestimmte humanitäre Kriterien gewährt sind und weitere Voraussetzungen erfüllt werden – darunter beispielsweise ein finanzielles Sponsoring durch eine Organisation oder eine Gruppe von fünf Kanadiern oder in Kanada ansässigen Personen. Ebenso ist es möglich, sich als Sponsor einzutragen.
Ersuchen um Schutz oder politisches Asyl in Botschaften sind in der Geschichte häufig. Damit verbundene Geschehnisse können auch u. U. historische weltpolitische Bedeutung einnehmen.
Der Europäische Gerichtshof (EuGH) urteilte im März 2017, dass die EU-Mitgliedsstaaten nicht verpflichtet sind, in ihren Auslandsbotschaften humanitäre Visa auszustellen. Vielmehr steht es den Mitgliedsstaaten dem EuGH zufolge frei, ihre Einreisevisa nach nationalen Regelungen zu vergeben.
In Bezug auf Deutschland ist es von besonderer historischer Bedeutung, dass im Sommer 1989, nachdem die DDR die Ausreise nach Ungarn verbot, Tausende von DDR-Bürgern versuchten, in den westdeutschen diplomatischen Vertretungen in Ost-Berlin, Prag, Warschau und Budapest Asyl zu erhalten und dadurch ihre Ausreise aus der DDR zu erzwingen; die freie Ausreise sicherte ihnen schließlich Außenminister Hans-Dietrich Genscher im September 1989 zu. Nach bundesdeutscher Auffassung waren DDR-Bürger jedoch bereits „Deutsche im Sinne des Grundgesetzes“ nach Art. 116 GG; es handelte sich dabei daher in rechtlicher Hinsicht nicht um ein Asyl. Siehe auch: Chronik der DDR (1981–1990).